# 埃爾希卡羅 (普羅格雷索省)
14°54′48″N 89°53′40″W / 14.91333°N 89.89444°W
埃爾希卡羅（西班牙語：El Jícaro），是危地馬拉共和国的城鎮，位於該國東部，由普羅格雷索省負責管轄，面積249平方公里，海拔高度562米，2002年人口10,685，人口密度每平方公里42.91人。